# جيمس دبليو. واشنطن جونيور
جيمس دبليو. واشنطن جونيور (بالإنجليزية: James W. Washington, Jr.)‏ هو رسام أمريكي، ولد في 10 نوفمبر 1909 في غلوستر في الولايات المتحدة، وتوفي في 7 يونيو 2000.